# Purble Place
Purble Place是一套三款的电脑游戏。该游戏内置在Windows Vista、Windows 7的Microsoft Windows游戏中，在Windows 8及之后的操作系統中被移除。這些遊戲由現已解散的Oberon媒體製作。

## 历史
Purble Place，Chess Titans和Mahjong Titans均在Windows Vista build 5219公開。

## 三款遊戲
三款遊戲分別是：Purble Pairs、Comfy Cakes、Purble Shop。

### Purble Pairs
Purble Pairs是一種類似於Concentration模式識別和記憶遊戲。目標是以最少回合翻轉清除牆磚。隨技能水平提高，遊戲會開始定時，網格大小會增加，並使用更多相似圖片。初級是5x5 網格，中級是兩個6x6網格，高級是四個8x8網格（三葉草、心形、笑臉或橡皮糖）。除了自動找到另一張暴露卡片的小丑之外，更高級別還存在許多特殊對：例如Comfy Cakes卡片，會增加時間。Sneak Peek硬幣獎勵允許玩家在幾秒鐘內展示所有剩餘的卡片，但以這種方式展示的每張卡片都算作一個回合。此遊戲在 Purble Place v0.4（2005 年的早期版本）中不可用。

### Comfy Cakes
Comfy Cakes是一種手眼協調遊戲。通過匹配電視屏幕蛋糕樣式，控制傳動帶組裝蛋糕，完成訂單將蛋糕帶到各個站點。蛋糕的元素包括蛋糕盤形狀（方形、圓形或心形）、口味（草莓、巧克力或香草）、3層蛋糕（紅色、綠色或白色）、糖衣（草莓、巧克力或香草）、裝飾（例如，可以將糖撒在蛋糕上，在極少數情況下，將火焰應用於冰鎮蛋糕以形成光滑的釉面）。如果蛋糕與電視上的規格不符，玩家將受到處罰，蛋糕將被扔進垃圾桶。如果玩家發出兩三個錯誤的命令，遊戲就結束了。在箱子中發出一定數量的正確訂單後，玩家獲勝。最終得分取決於烘烤蛋糕的數量、錯誤訂單的數量、玩家烘焙的效率。在更高級別，規格變得更加複雜，並且必須在一條傳送帶上並行製造多個蛋糕。

### Purble Shop
Purble Shop是一種類似珠機妙算的解密遊戲。簾幕後面有一個神秘的Purble，從右邊的架選擇特徵以將添加到模型Purble。如果在適當的特徵（如頭髮、眼睛、帽子）配上適當的顏色，即告勝利。記分牌會告訴有多少特徵是正確的，而遊戲將提示哪些特徵是錯誤的。但記分牌不會告訴您哪些特徵是正確的以及哪些特徵是錯誤的。觀察隨添加或拿走每個特徵時分數的變化，然後嘗試猜出哪些特徵是正確的及哪些特徵是錯誤的。